# Northampton North

La circonscription dans le Northamptonshire.

La circonscription de Northampton North est une circonscription électorale anglaise située dans le Northamptonshire, et représentée à la Chambre des communes du Parlement britannique depuis 2010 par Michael Ellis du Parti conservateur.
La circonscription fut créée en 1974. Lors des élections de février 1974 et octobre 1974, la travailliste Maureen Colquhoun est élue. En mai 1979, elle est battue par le conservateur Antony Marlow. En 1997, la travailliste Sally Keeble s'impose et conserve le poste au Parlement jusqu'en 2010.